# Mkushi (Distrikt)

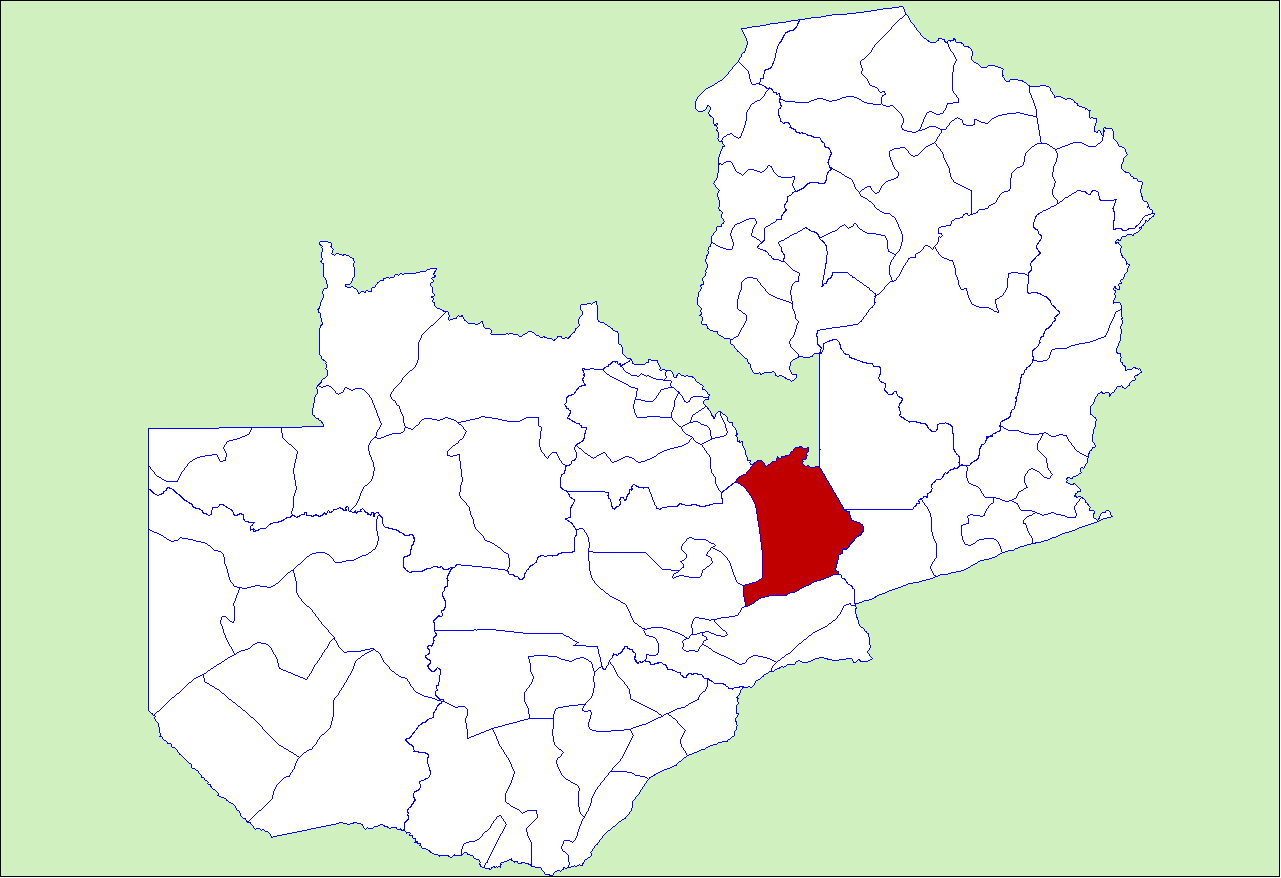
Ehemalige Ausdehnung des Distriktes bis 2012

Mkushi ist einer von elf Distrikten in der Zentralprovinz in Sambia. Er hat eine Fläche von 8424 km² und es leben 208.640 Menschen in ihm (2022). Von ihm wurde im Oktober 2012 der Distrikt Luano abgespaltet. Hauptstadt ist Mkushi.

## Geografie
Der Distrikt befindet etwa 170 Kilometer nordöstlich von Lusaka. Er liegt im Norden auf teils über 1500 m und fällt nach Süden auf etwa 1200 m ab. Einen großen Teil der Nordgrenze bildet die Sambesi - Kongo Einzugsgebietsgrenze. Einen Teil der Südwestgrenze bildet der Lunsemfwa, der wie sein Nebenfluss Mkushi in dem Distrikt seine Quellen hat. Die Ostgrenze bildet der Fluss Mulembo.
Der Distrikt grenzt im Osten an den Distrikt Serenje, im Süden an Luano, im Westen an Kapiri Mposhi, und im Norden an Masaiti in der Provinz Copperbelt und an Haut-Katanga in der Demokratischen Republik Kongo.

## Wirtschaft
Mkushi lebt von der Landwirtschaft. Die Böden in dem Distrikt sind sauer. Aber es wird Dolomit für die Kalkgewinnung abgebaut, um für die Landwirtschaft die sauren Böden zu verbessern und die Erträge zu steigern. Es gibt Kupfervorkommen, doch lohnt der Abbau nicht. August 2006 wurde gemeldet, dass in Chiwefwe nahe bei Mkushi 2,36 Millionen Tonnen Manganerze mit einem Gehalt von 46 % gefunden wurden, ein in der Eisen- und Aluminiumindustrie unentbehrliches Metall.